# Alignan-du-Vent
Alignan-du-Vent en idioma francés, Alinhan del Vent en idioma occitano, es una localidad y comuna francesa, situada en el departamento francés de Hérault y la región de Occitania.
Sus habitantes reciben el gentilicio de Alignanais.

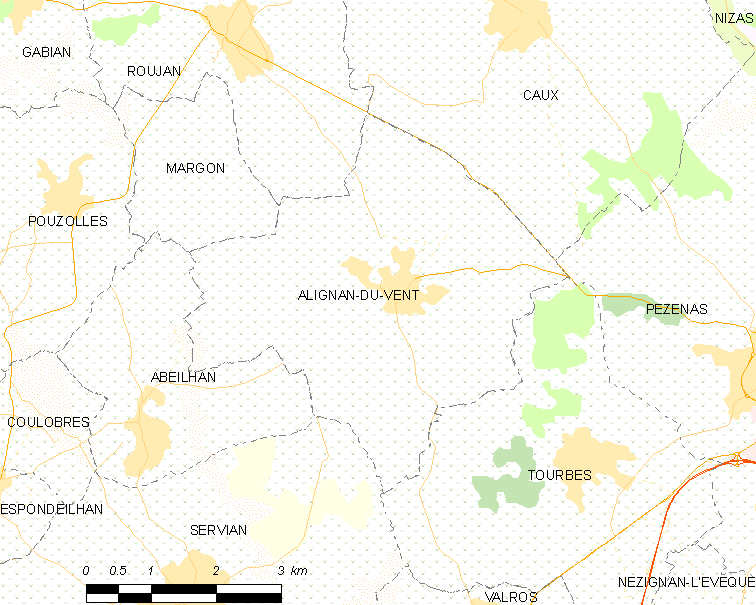
Mapa

## Demografía
| 1084 | 1039 | 912 | 1022 | 1110 | 1134 | 1737 |
| Para los censos de 1962 a 1999 la población legal corresponde a la población sin duplicidades (Fuente: INSEE [Consultar]) |      |     |      |      |      |      |

## Lugares de interés
- Iglesia San Martín, románica, con tres naves.
- La cruz de Peyrat que menciona en occitano el paso de rey Luis XIV por la comuna
- Molino de viento del siglo XIX
- Priorato de Saint Martial (siglo XII)
- Vestigios de la iglesia Santa Catalina (siglo XII)
- Bodega cooperativa (1936) y su bodeguilla
- Yacimientos arqueológicos del neolítico (Saint-Jean, Le Fesc)
- Numerosos yacimientos arqueológicos romanos (Camp Négre, La Prade, Le Travers, Grauzan, Saint Jean).

## Personalidades ilustres
- Léon Azéma (1888-1978), arquitecto, primer gran precio de Roma, arquitecto del Palais de Chaillot de París y del ossuaire de Douaumont.
- Benoit d 'Alignan (1190-1263) obispo de Marsella que participó en las cruzadas en tierra Santa.
- Pierre Vidal (1818-1887), poeta, autor de Moun alimenta y Tico Taco en occitano.